# 小行星6992
小行星6992（英語：6992 Minano-machi）是一颗围绕太阳公转的小行星。1995年1月27日，小林隆男在大泉町发现了此天体。
这颗小行星的绝对星等为182.6905238561066等。